# Alexandre Cavaliere
Alexandre Cavaliere (* 1985 in der Nähe von Mons) ist ein belgischer Jazzmusiker (Geige, Komposition).

## Leben und Wirken
Cavaliere wuchs in einer musikalischen Familie auf; sein Vater ist der Sänger und Jazzgitarrist Mario Cavaliere. Bereits als Kind bediente er im Orchester seines Vaters die kleine Trommel, mit 8 Jahren spielte er Klavier, Schlagzeug und die Geige. 1998 wird er von Didier Lockwood und Babik Reinhardt zufällig während einer Probe entdeckt. Sie spielen mit ihm in Brüssel und Paris; im Folgejahr entsteht sein Debütalbum L’album (Hébra Records), an dem Lockwood beteiligt ist.
Während Cavaliere seine Ausbildung fortsetzte, trat er bei verschiedenen Festivals auf und mit Dorado Schmitt auch im New Yorker Birdland. Er spielte mit Musikern wie Biréli Lagrène, Dominique di Piazza, Stochelo Rosenberg, Michel Jonasz, Roby Lakatos, Toots Thielemans, Richard Galliano, Eddy Louiss, Dennis Chambers, René Sopa und Richard Bona. Mit Benoît Sourisse, André Charlier und Jean Wellers entstand sein zweites Album Nomades (2002). 2008 entstand mit der Band seines Vaters, Jazzy Strings, das Album Familles. Weiterhin arbeitete er mit Guy Cabay, Philip Catherine, aber auch Fusion-Bands wie Alka Celtes Air, Darwin Case und Musicazur, mit Fabrizio Cassol sowie mit dem Tentett von Michel Herr. Mit dem Gitarristen Manu Bonetti und dem Posaunisten David De Vrieze sowie Garif Telzhanov und Wim Eggermont bildete er das Almadev Project (Tides, 2017).
Cavaliere arbeitete dann mit seinem Alexandre Cavaliere Quintet und veröffentlichte mit diesem 2020 das Album Manouche moderne. Seit 2020 gehört er zudem zur Band von Wawau Adler, mit dem zwei Alben entstanden sind.
Cavaliere lehrt Jazzgeige am Koninklijk Conservatorium Brussel.